# Херука
Херука (санскр. हेरुक, heruka) — в тантричному буддизмі Ваджраяни назва категорії гнівних форм божеств, просвітлені істоти, які приймають гнівний вигляд на благо живих істот, хоч і дослівно — це «ті що п'ють кров».
Виникають в процесі медитації в гнівній (захисній) формі, втілюють собою силу майстерних засобів (санскр. упая-каушалья).
Херуками, наприклад, є тантричні божества Чакрасамвара (тиб. Демчог) і Вішуддха Херука (тиб. Яндаг Херука). Ці божества з'являються в процесі медитації, виникають з порожнечі і трансформують «отрути розуму» в мудрість.
У Східній Азії їх називають Королями мудрості.
Херука називають Будду Акшобх'я, у ануттарайогатантрі.

## Етимологія
«Хе», позначає дію за допомогою якогось предмета, радісну дію, а другий склад «ру», — це скорочена форма санскритського слова «кров». A «ка» — це коротка форма санскритського терміна, яким позначається чаша з черепа. Таким чином, саме слово «Херука» означає «Істота, що радісно грається або діє, тримаючи в руках чашу з черепа, повну крові».
Тибетці також називають Трак тунг (Khrag `thung тиб.), «той, що п'є кров».

## Іконографіка
Образи Херук візуалізують відповідно до тієї чи іншої тантричної практики. Кожного з них зображають у вигляді істоти з міцною статурою і з намистом з людських черепів. У них по шість і більше рук, по три ока, що виражають лють. Херука зображується оточеним ореолом полум'я і зневажає ворогів Дгарми. Херуки можуть складати мандалу і часто супроводжуються подружжям. Тибетське уявлення про Херук, званих метафорично «ті, що п'ють кров его», передбачає позбавлення від прихильності до «я», сумнівів і зумовленого подвійного сприйняття.

## Форми
Відома група П'яти Херук: Падма-Херука, Ваджра-Херука, Будда-Херука, Ратна-Херука і Карма-Херука, — є проявами П'яти Будд. П'ять Херук згадуються в тексті терма Гуру Падмасамбгави, «Бардо Тхедол», де вони постають в союзі зі своїми дружинами-персоніфікаціями п'яти видів мудрості: Падма-Кродхішварі («Лотосова Володарка гніву»), Ваджра-Кродхішварі («Ваджрна Володарка гніву»), Будда-Кродхішварі («Просвітлена Володарка гніву»), Ратна-Кродхішварі («Дорогоцінна Володарка гніву») і Карма-Кродхішварі («Дієва Володарка гніву»), отримали імена у відповідності з тим будда-сімейством, до якого належать.
Серед відомих херуків з родів тантричного буддизму, виділяють п'ять:
- Хеваджра (розум)
- Чакрасамвара (тіло)
- Махамая (мова)
- Гух'ясамаджа (еманація якостей)
- Ямантака («руйнівник смерті»)[4]

Також, Калачакра (діяльність, активність), хоч і не вказано в джерелі, як ще один херукі, є елементом цілісної картини представлення філософії та практики.

### Вісім херук Ньїнґма Махайоги
1) Ямантака (тиб. Jampal Shinje, ’jam dpal sku) гнівний Манджушрі, божество тіла;
2) Хаяґріва (тиб. Pema Sung, padma gsung) гнівний Авалокітешвара, божество мови;
3) Вішуддха/Шрі Сам'як (тиб. Yangdak Thuk, Вайлі: yang dag thugs) гнівне божество розуму Ваджрапані;
4) Махоттара (тиб. Chem Chok, Wylie: che mchog) гнівний Самантабхадра, божество просвітлених якостей;
5) Ваджракілая/Ваджракумара (тиб. тиб. Dorje Phurba, phur ba ‘phrin las), гнівний Ваджрасаттва, божество очищення;
6) Матара (тиб. Mamo Botong, mo rbod gtong) гнівний Акасаґарбха, божество покликання і відправлення;
7) Локастотрапуджа-натха (тиб. тиб. Jigten Chotod, ’jig rten mchod bstod) гнівний Кшітіґарбга, божество мирської жертви та хвали;
8) Ваджрамантрабхіру (тиб. Mopa Dragnak, mod pa drag sngags) гнівний Майтрея, божество гнівних